# Albatros D.III
Альбатрос D.III (нім. Albatros D.III) — німецький винищувач-біплан, який використовували в Першій світовій війні, один з найуспішніших винищувачів війни.

## Історія

### Конструкторські особливості
Під час виробництва винищувача Albatros D. II, Роберт Телень вже почав проектування нової, поліпшеної моделі літака. На Іспекторат Повітряних Сил Другого рейху справили сильне враження французькі півтораплани системи «Ньєпор», і німецьким виробникам було запропоновано скопіювати цей тип апарата. Не обійшли це віяння моди і фірму «Альбатрос», але її інженери, відмовившись від прямого копіювання, внесли характерні зміни в конструкцію планера третьої моделі винищувача. У результаті цього змінилася конфігурація крил, нижнє крило отримало більш вузьку хорду, а верхнє більший розмах і скошені кінці. Це дозволило поліпшити огляд пілота, підвищити ефективність елеронів, але спричинило за собою підвищену вібрацію крил, що призводило до їх руйнування при затяжному пікіруванні. Проблему спробували вирішити посиленням конструкції нижніх крил, стали використовуватися додаткові укоси до V-подібних стійок біпланної коробки для підвищення її жорсткості. Але повністю позбутися підвищеної вібрації не зуміли, навіть і на наступній моделі. Також була збільшена потужність двигуна літака з 160 к.с. до 175 к.с. за рахунок збільшення ступеня стиснення. Радіатор, що знаходиться в середній частині верхнього крила, в процесі виробництва був зміщений вправо. Ця зміна була зроблена виходячи з бойового досвіду, який показав, що радіатор, що знаходиться над головою пілота своїми трубопроводами заважав огляду, а у випадку пробивання — випускав струмінь гарячої води і пари прямо в обличчя пілотові.

### Виробництво та характеристики
Літаки Albatros D. III почали експлуатуватися в перші місяці 1917. У ході повітряних боїв на Західному фронті протягом 1917, винищувачі Albatros D. III показали свою перевагу над англійськими та французькими літаками. До осені 1917, використовувалося вже практично 500 винищувачів Albatros D. III.

## Цікаві факти
Найвідоміші аси Першої світової війни німець Манфред фон Ріхтгофен («Червоний Барон»), та австрієць Годвін Брумовський пілотували «Albatros D. III»

## Тактико-технічні характеристики

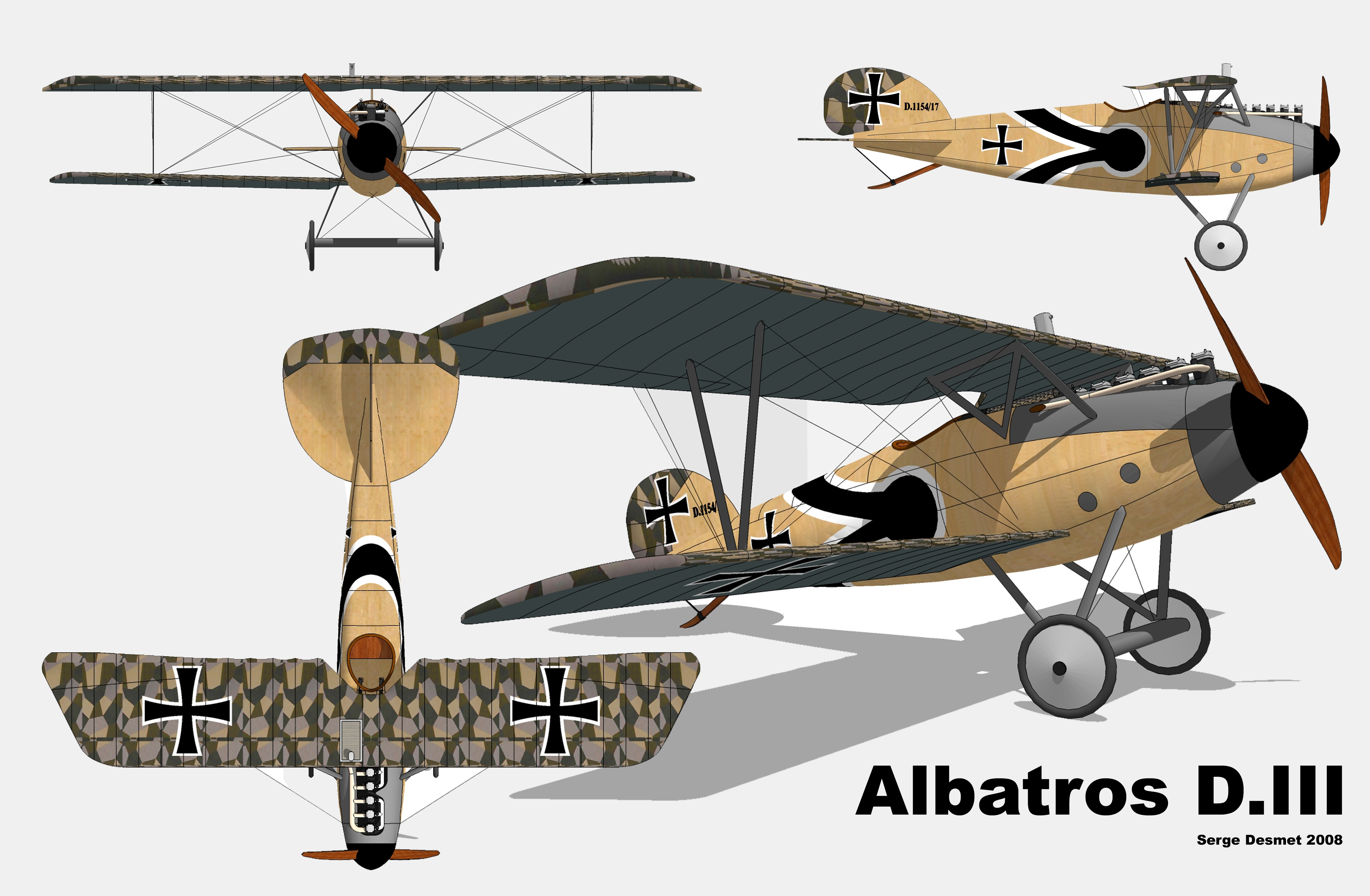
Albatros D.III

### Технічні характеристики
- Екіпаж: 1 пілот
- Довжина: 7,33 м
- Розмах крила: 9,04 м
- Висота: 2,98 м
- Площа крила: 20,5 м²
- Маса порожнього: 661 кг
- Нормальна злітна маса: 886 кг
- Силова установка: 1 × рідинного охолодження Mercedes D. IIIa
- Потужність двигунів: 1 × 175 к.с. (1 × 129 кВт)

### Льотні характеристики
- Максимальна швидкість: 175 км / год
- Крейсерська швидкість: 152 км / год
- Тривалість польоту: 2:00
- Практична стеля: 5500 м
- Швидкопідйомність: 4,2 м / с

### Озброєння
- Стрілецько-гарматне: 2 × 7,92 мм синхронні кулемети LMG 08/15 «Шпандау»